# Departamento de Goudiry
Goudiry es un departamento de la región de Tambacounda en Senegal, con una población censada en noviembre de 2013 de 114 847 habitantes.
Se encuentra ubicado al este del país, entre Gambia, al oeste, y Malí al este.